# Coregonus oxyrinchus
Il Coregonus oxyrinchus è una specie di pesce estinta appartenente alla famiglia Salmonidae ed al genere Coregonus.